# Renesas Electronics
Renesas Electronics Corporation (ルネサス エレクトロニクス株式会社, Runesasu Erekutoronikusu Kabushiki Gaisha) és un fabricant japonès de semiconductors amb seu a Tòquio, Japó, inicialment fundat com a Renesas semiconductors el 2002, després s'hi van adherir Hitachi i Mitsubishi excloent les memòries (DRAM), a les quals NEC Electronics es va fusionar el 2010, la qual cosa va provocar un canvi menor en el nom i el logotip de l'empresa.
Entre els anys 2000 i principis de la dècada de 2010, Renesas havia estat una de les sis empreses de semiconductors més grans del món. A partir del 2022, és la tercera empresa de semiconductors d'automoció més gran del món i el proveïdor de microcontroladors més gran. La companyia també té presència en els mercats de circuits integrats de senyal analògic i mixt, dispositius de memòria i SoC.
La marca Renesas és una contracció de "Renaissance Semiconductor for Advanced Solutions".

## Història
Renesas Electronics va començar a operar l'abril de 2010, mitjançant la integració de NEC Electronics, establerta el novembre de 2002 com a spin-off de les operacions de semiconductors de NEC amb l'excepció del negoci DRAM, i Renesas Technology establerta l'abril del 2003, l'empresa conjunta de xips no DRAM d'Hitachi i Mitsubishi. Els negocis de DRAM dels tres havien passat a formar part d'Elpida Memory, que va fer fallida el 2012 abans de ser adquirida per Micron Technology.
Repartiment del capital:
| Hitachi                          | 30,62 % |
| Mitsubishi Electric              | 25,05 % |
| Japan Trustee Services Bank (en) | 18,75 % |
| NEC                              | 16,71 % |

L'abril de 2010 es va arribar a un acord bàsic per fusionar i es va materialitzar el primer dia, formant la quarta empresa de semiconductors per ingressos segons una estimació d'iSuppli.
L'any fiscal que va finalitzar el març de 2014, Renesas va registrar el seu primer benefici net des que va començar a operar com a Renesas Electronics Corporation el 2010.
El desembre de 2022, Renesas va guanyar el "Premi a l'empresa de semiconductors d'Àsia i el Pacífic excepcional" 2022 de Global Semiconductor Alliance.
L'abril de 2023, Renesas es va incloure a les 225 accions que componen la mitjana d'accions Nikkei.